# Discographie de Serge Lama
Cette page présente la discographie de Serge Lama.

## Discographie

### Albums en concert
- 1996 : Lama l'ami

### Super 45 tours
- 1964 : À 15 ans[1]
- À 15 ans
- Le bouffon du roi
- En ce temps-là
- C'était ma femme
- 1965 : Ils viendront[2]
- Ils viendront...
- Fais ta valise
- Clara
- Le jugement dernier
- 1965 : Quatre chansons d'Emil Stern et Serge Lama[3]
- Avec leurs beaux sourires
- On n'est pas né pour rien
- Dis, Pedro
- Les plages blanches
- 1966 : Sans toi[4]
- Sans toi
- La guerre à vingt ans
- Madame Poupon
- Y'a pas à dire
- 1967 : Les roses de Saint-Germain[5]
- Les roses de Saint-Germain
- Mon doux agneau, ma tendre chatte
- Dans les usines
- Dédoublement de personnalité
- 1967 : Les Ballons rouges[6]
- Les Ballons rouges
- Comment t'as Fait
- L'orgue de Barbara
- Recto-verso

### 45 tours
1971 :
- Philips 6009 204[7] : Avec Judith ; Tout ça pour rien

1977 :
- Philips 6042 291 : Le dernier baiser ; Prélude en sol (instrumental) (BOF du film Le Dernier Baiser[8])
- Philips 6172 093[9] : Habanera de Carmen (en duo avec Nana Mouskouri) ; Qu'est-ce que ça peut faire (Nana Mouskouri)

1980 :
- Philips 6010 205[10] : De France ; Ave Maria

1981 :
- Philips 6010 449[11] : Avec simplicité ; Les piscines privées

1986 :
- RCA S 241[12] : Manon ; Jean de Florette (instrumental)

1989
- Tréma Pathé-Marconi 410459[13] : Pour toi Arménie

| Années | Titres                                         | Classement des ventes | Classement des ventes | Ventes françaises |
| Années | Titres                                         | ,                     | Wa                    | Ventes françaises |
| ------ | ---------------------------------------------- | --------------------- | --------------------- | ----------------- |
| 1968   | D'aventures en aventures                       | —                     | 43                    | NC                |
| 1969   | C'est toujours comme ça la première fois       | —                     | —                     | 50 000            |
| 1970   | Charivari                                      | 40                    | —                     | NC                |
| 1971   | Vivre tout seul                                | 31                    | —                     | NC                |
| 1971   | Un jardin sur la terre                         | 40                    | —                     | NC                |
| 1971   | Superman                                       | 31                    | 36                    | 60 000            |
| 1972   | Avec Judith                                    | 33                    | —                     | NC                |
| 1973   | Je suis malade / Les P'tites femmes de Pigalle | 22                    | 8                     | NC                |
| 1974   | Chez moi                                       | 6                     | 16                    | 200 000           |
| 1975   | L'Algérie                                      | 9                     | 19                    | 250 000           |
| 1976   | La Vie Lilas                                   | 41                    | 19                    | NC                |
| 1976   | Je t'aime à la folie                           | 50                    | 27                    | NC                |
| 1976   | Tarzan est heureux                             | 10                    | 18                    | 150 000           |
| 1977   | Le Dernier baiser                              | 9                     | 20                    | 150 000           |
| 1977   | À 15 ans                                       | 27                    | —                     | NC                |
| 1978   | Habanera (avec Nana Mouskouri)                 | 32                    | —                     | NC                |
| 1978   | Femme femme femme                              | 21                    | —                     | NC                |
| 1980   | De France                                      | 30                    | —                     | 80 000            |
| 1981   | Avec simplicité                                | 40                    | —                     | 80 000            |
| 1984   | Marie, la polonaise                            | 43                    | —                     | 80 000            |

### Participations
- 1976 : 33 tours Pathé-Marconi - EMI 2C066-97421 d'Alice Dona[18] (participation de Serge Lama sur la chanson L'antistar[19]).
- 1999 : Dernière Édition avant l'an 2000 (album des Enfoirés)
- 2000 : Enfoirés en 2000 (id)
- 2002 : Tous dans le même bateau (id)
- 2011 : Dans l'œil des Enfoirés (id)
- 2011 : album Bécaud, et maintenant (album collectif en hommage à Gilbert Bécaud, Serge Lama reprend la chanson La rivière)[20].
- 2013 : album Une voix, une guitare de Jean-Félix Lalanne (Serge Lama chante Vingt ans de Léo Ferré)[21].
- 2013 : Je pars en duo avec Nicolas Peyrac sur son album Et nous voilà !

### DVD
- 1998 : Symphonique - Le Capitole de Québec